# Kirche der Mutter Gottes, der Königin von Polen (Krakau)
Die Kirche der Mutter Gottes, der Königin von Polen (polnisch Kościół Matki Bożej Królowej Polski) im Krakauer Stadtteil Bieńczyce (Nowa Huta) ist eine römisch-katholische Pfarrkirche, die dem Dekanat Kraków-Bieńczyce angehört und auch als Arche des Herren (poln. Arka Pana) bezeichnet wird. Das moderne Kirchenbauwerk des Architekten Wojciech Pietrzyk, das in den Jahren 1969 bis 1977 errichtet wurde, wird baulich-stilistisch häufig mit Le Corbusiers Kapelle Notre-Dame-du-Haut de Ronchamp verglichen. Die Kirche, die unter großem Widerstand des damaligen kommunistischen Regimes entstand, wurde von einer Vielzahl namhafter Persönlichkeiten wie dem damaligen Kardinal Karol Wojtyła, dem späteren Papst Johannes Paul II., unterstützt. Schirmherr des Bauwerks war der damalige Papst Paul VI.

## Geschichte
Die Pfarrgemeinde, die sich bereits am 15. Juni 1952 gründete, errichtete an der Stelle der späteren Kirche am 17. März 1957 ein hölzernes Kreuz. Die Initiative, an dieser Stelle ein Gotteshaus zu errichten, geht ursprünglich auf den katholischen Presbyter Józef Gorzelany zurück. Der erste Entwurf sah noch eine klassische Kirche mit zwei Türmen vor. Da dies den kommunistischen Behörden ein Dorn im Auge war, weil sie den neuen Stadtbezirk ohne religiöses Leben konzipierten, entzogen sie am 16. Februar 1959 die Baubewilligung. In der Folge kam es immer wieder zu gewalttätigen Ausschreitungen zwischen den Gemeindemitgliedern sowie Polizei und Armee, die auch Todesopfer forderten. Der Höhepunkt dieser Auseinandersetzungen war am 27. April 1960. Anwohner und Gemeindemitglieder verteidigten das Holzkreuz gegenüber den Polizei- und Militärkräften. In der Folge dieser Kämpfe duldete das Regime zwar das Kreuz, erteilte jedoch nach wie vor keine Genehmigung für den Kirchenbau.

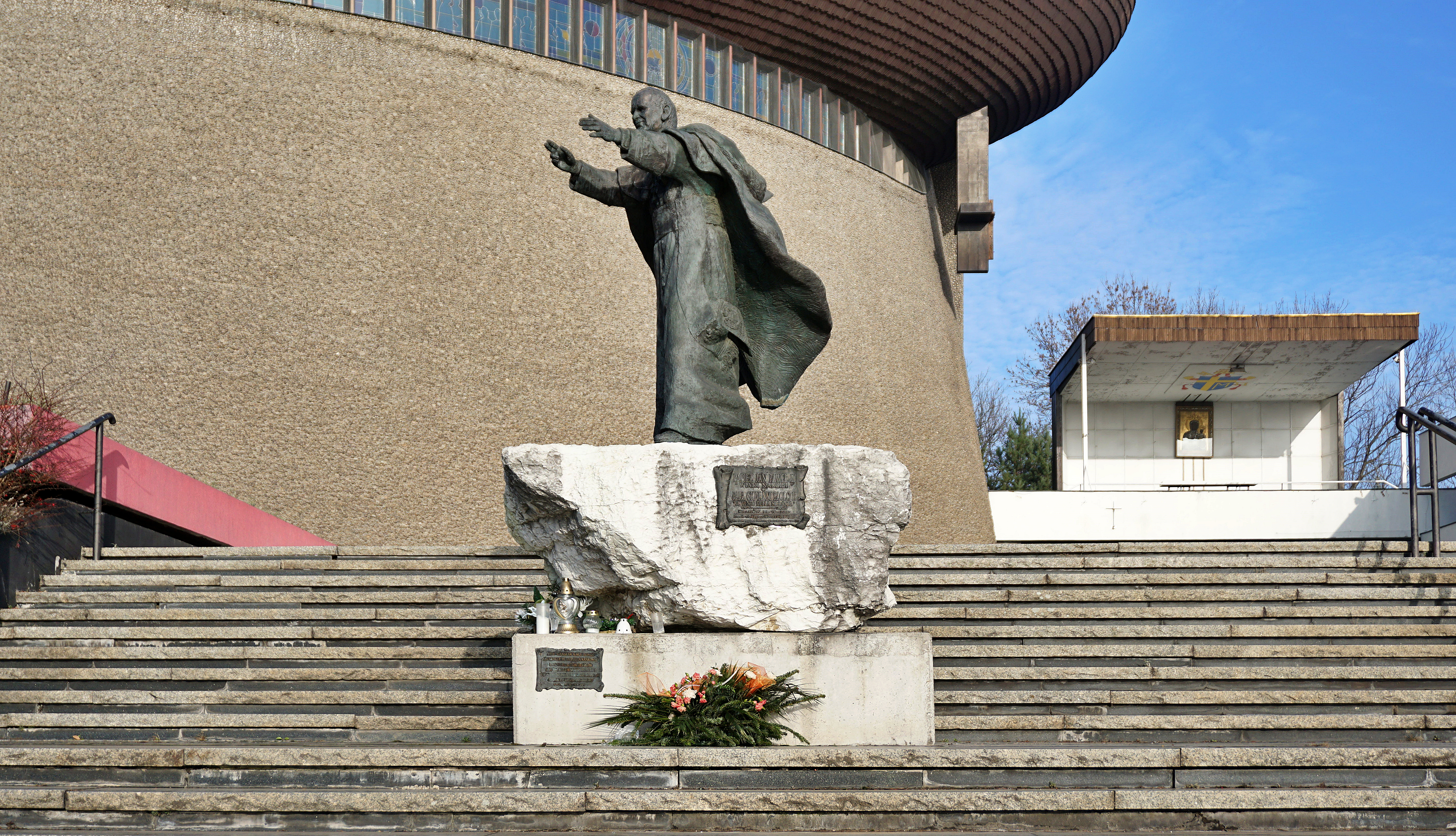
Denkmal für Papst Johannes Paul II. mit Rednerbühne im Hintergrund

Bereits in den 1960er Jahren hielt, trotz Widerstands der Behörden, der damalige Erzbischof von Krakau und spätere Papst Johannes Paul II., Karol Wojtyła, an der Stelle des Kreuzes wiederholt die Heilige Messe im Freien. Erst durch seinen Einsatz gelang es im Juli 1965, eine Baugenehmigung der staatlichen Behörden zu erwirken. Mit Hilfe von Spenden und dem Engagement der Gemeinde und Kirche konnte das Projekt weiter verfolgt werden. Auch weltweit erregten die Ereignisse Aufsehen, so dass zahlreiche Ausstattungsgegenstände für die Kirche gespendet wurden. Papst Paul VI. spendete Geld und einen Stein von einer alten Basilika Konstantins des Großen, den Wojtyła am 11. Dezember 1965 eigens aus Rom mitbrachte und der später als Grundstein beim Bau der Kirche verwendet wurde. Nachdem er am 14. Oktober 1967 den Bauplatz segnete, fand am 18. Mai 1969 die Grundsteinlegung statt. Am 17. Mai 1977 konnte Wojtyła schließlich die fertiggestellte Kirche auf das Patrozinium der Mutter Gottes, der Königin von Polen, weihen.
Eine seiner ersten Auslandsreisen Papst Johannes Pauls II. führten ihn nach Polen. Zwar war ihm ein Besuch an die Kirche der Mutter Gottes in Nowa Huta untersagt. Er besuchte allerdings das Kloster Mogiła in unmittelbarer Nähe und erinnerte in seiner Ansprache an die Entstehung der Kirche.

## Beschreibung

### Kirchenbau

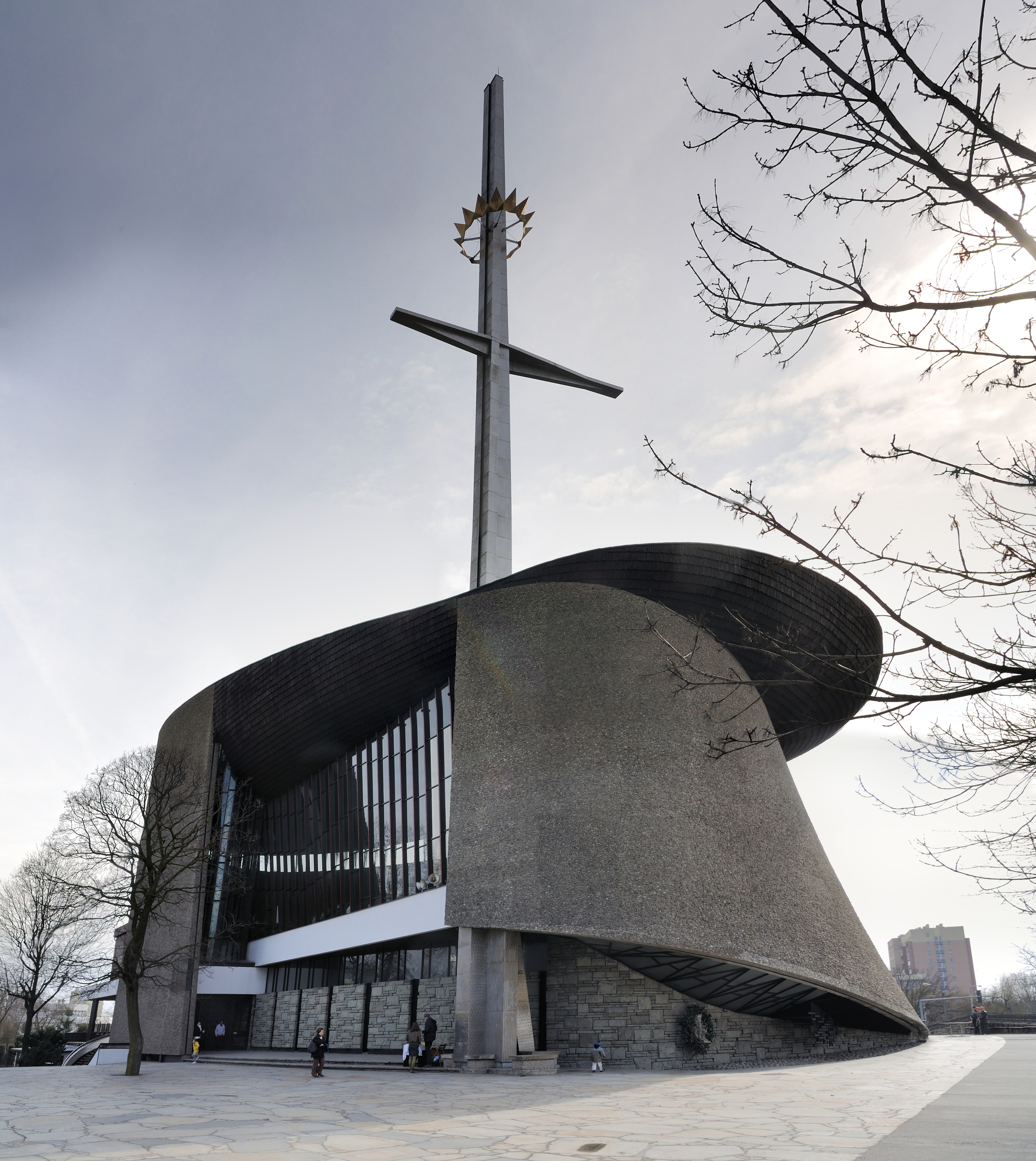
Ansicht von Nordwesten

Die an einer Durchgangsstraße stehende Kirche hat den Grundriss einer nach Osten abgeflachten Ellipse. Die Betonfassade ist mit etwa zwei Millionen Gebirgsflusskieseln ausgekleidet. Auf der Südseite verfügt die Kirche nur unterhalb der Dachkante über ein Oberlicht. An der Nordseite öffnet sich die Fassade. In den oberen zwei Drittel sind Fenster eingefasst, darunter ist die Fassade, die sich bis zur Westfassade hin verjüngt, mit Schieferplatten verkleidet. Insgesamt sieben Portale – als Symbol der sieben Sakramente – an der Nord-, Ost- und Südseite führen in die Kirche. Unter dem Haupteingang befindet sich der Zugang zur Versöhnungskapelle. An der Westwand – wegen ihrer wallenden Gestaltung auch Segelwand bezeichnet – befindet sich die Steinfigur Christus in der Rast aus dem 19. Jahrhundert. Die Figur dient auch als Gedenkstätte für die während der Planungszeit Gefallenen.
Das achtstimmige Carillon hängt an der Südseite außerhalb der Kirche an einem rechtwinklig angeordneten Glockenstuhl. Ebenfalls auf der Südseite führen zwei Freitreppen vom tiefer liegenden Vorplatz zur Kirche. Auf einer der Freitreppen wurde am 16. Oktober 2009 eine lebensgroße Statue zu Ehren Johannes Paul II. aufgestellt. Für Predigten im Freien existiert im Osten eine eigens angebaute Freiluft-Empore, auf der Messen zelebriert werden können. Im Osten hängt vom Dach der Kirche ein kleiner Anker, auf dem das hölzerne Kreuz angebracht ist, das die Arbeiter im April 1960 verwendeten, als sie von kommunistischen Regime blutig bekämpft wurden.
Zur Westseite der geschwungenen Dachkonstruktion erhebt sich bis auf 70 Meter Höhe ein riesiger Mast aus rostfreiem Stahl in Form eines Kreuzes, der auf halber Höhe eine goldene Krone trägt. Die Dachoberfläche bildet eine Mulde, die sich an den Seiten nach außen wölbt.

### Innenraum und Ausstattung

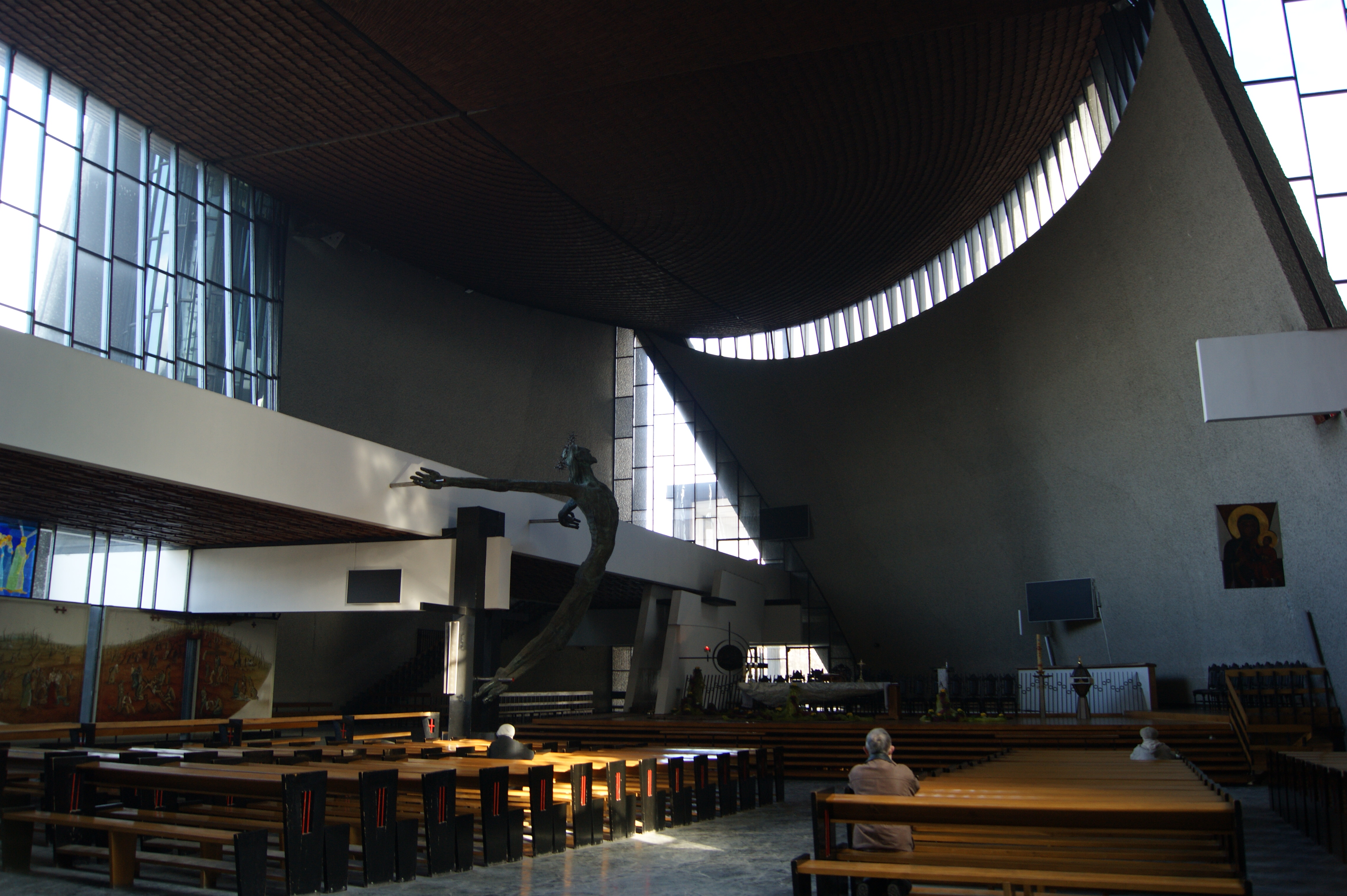
Innenraum

Das plastische Dach wölbt sich auch ins Kircheninnere. Die Decke besteht aus einander überlappenden Holzelementen, die an die Rumpfunterseite eines Holzschiffs erinnern. Der Altar aus weißem Carraramarmor ist von grünen Adern durchzogen. Der an der Oberseite ebene und glatt polierte und an der Unterseite gewölbte und unbehauene Altartisch symbolisiert eine Hand, auf die das Brot des Herrn gelegt wird. Unter dem Altar befinden sich die in Bernstein gegossenen Überreste des Heiligen Stanisław, die aus dem Sarg entnommen wurden, der sich in der Kathedrale am Schloss Wawel befindet. Das Tabernakel in Form eines Felsstücks ist in einem Kreis und einer Ellipse aus Metall eingefasst und stellt den Kosmos dar, dem Gott innewohnt. Die vom Architekten Pietrzyk entworfene lebensgroße, hagere Statue des gekreuzigten Christus ist nach außen überstreckt und mit Blick gen Himmel dargestellt – gleichsam als wolle sich die Gestalt von seiner Kreuzigung lösen. Gegenüber dem Altar ist die Versöhnungskapelle. Sie wird durch eine Wand vom übrigen Kirchenraum getrennt. Ihre rot-weiße Farbgestaltung versinnbildlicht den Weg des Martyriums (rot) und den Weg des Sieges (weiß).
An der Westwand steigt vom Boden ein Zylinder empor, der aus rechteckigen, in Stahl gefassten Glaselementen zusammengesetzt ist. Die sogenannte Feuersäule symbolisiert das Licht, welches das auserwählte Volk in das gelobte Land führt. Im Inneren des Zylinders befindet sich eine Wendeltreppe, die bis auf das Kirchendach führt. Der obere Teil des Zylinders wird von einem polygonal geformten Mantel aus Stahl umgeben, der den Glaszylinder mit der Holzdecke verbindet. 
Der auf mehreren Flächen verteilt gemalte Kreuzweg stammt vom Künstler Mariusz Lipiński.

### Orgel und Glocken
Die Orgel der Firma Beckerath aus Hamburg stiftete Pfarrer Werenfried van Straaten. Den Orgelbau leitete der Komponist und Organist Jan Jargoń. Sie wurde am 25. November 1979 eingeweiht und verfügt über 4500 Pfeifen von 5 Millimeter bis 7 Meter Höhe, arbeitet mit mechanischer Traktur und verfügt über drei Manuale und 44 Register. Ihre Disposition ist nachstehend aufgeführt:
| I Positiv       |       |
| Gedact          | 8′    |
| Quintadena      | 8′    |
| Prinzipal       | 4′    |
| Koppelflöte     | 4′    |
| Oktave          | 2′    |
| Sifflöte        | 1 ⁄3′ |
| Sesquialtera II |       |
| Scharf IV       |       |
| Dulzian         | 8′    |
| Tremulant       |       |

| II Hauptwerk |       |
| Prinzipal    | 16′   |
| Oktave       | 8′    |
| Rohrflöte    | 8′    |
| Oktave       | 4′    |
| Nachthorn    | 4′    |
| Quinte       | 2 ⁄3′ |
| Oktave       | 2′    |
| Mixtur VI    |       |
| Zimbel III   |       |
| Trompete     | 16′   |
| Trompete     | 8′    |

| III Schwellwerk |        |  |
| Bourdon         | 16′    |  |
| Violprinzipal   | 8′     |  |
| Gemshorn        | 8′     |  |
| Schwebung       | 8′     |  |
| Oktave          | 4′     |  |
| Traversflöte    | 4′     |  |
| Nasat           | 2 ⁄3′  |  |
| Waldflöte       | 2′     |  |
| Terz            | 1 3⁄5′ |  |
| Mixtur VI       |        |  |
| Fagott          | 16′    |  |
| Oboe            | 8′     |  |
| Clairon         | 4′     |  |
| Flöte           | 8′     |  |
| Bordun          | 8′     |  |
| Tremulant       |        |  |

| Pedalwerk  |         |
| Prinzipal  | 16′     |
| Subbass    | 16′     |
| Quintbass  | 10 2⁄3′ |
| Oktavbass  | 8′      |
| Spitzflöte | 8′      |
| Oktave     | 4′      |
| Hohlflöte  | 4′      |
| Nachthorn  | 2′      |
| Mixtur VI  |         |
| Bombarde   | 16′     |
| Trompete   | 8′      |

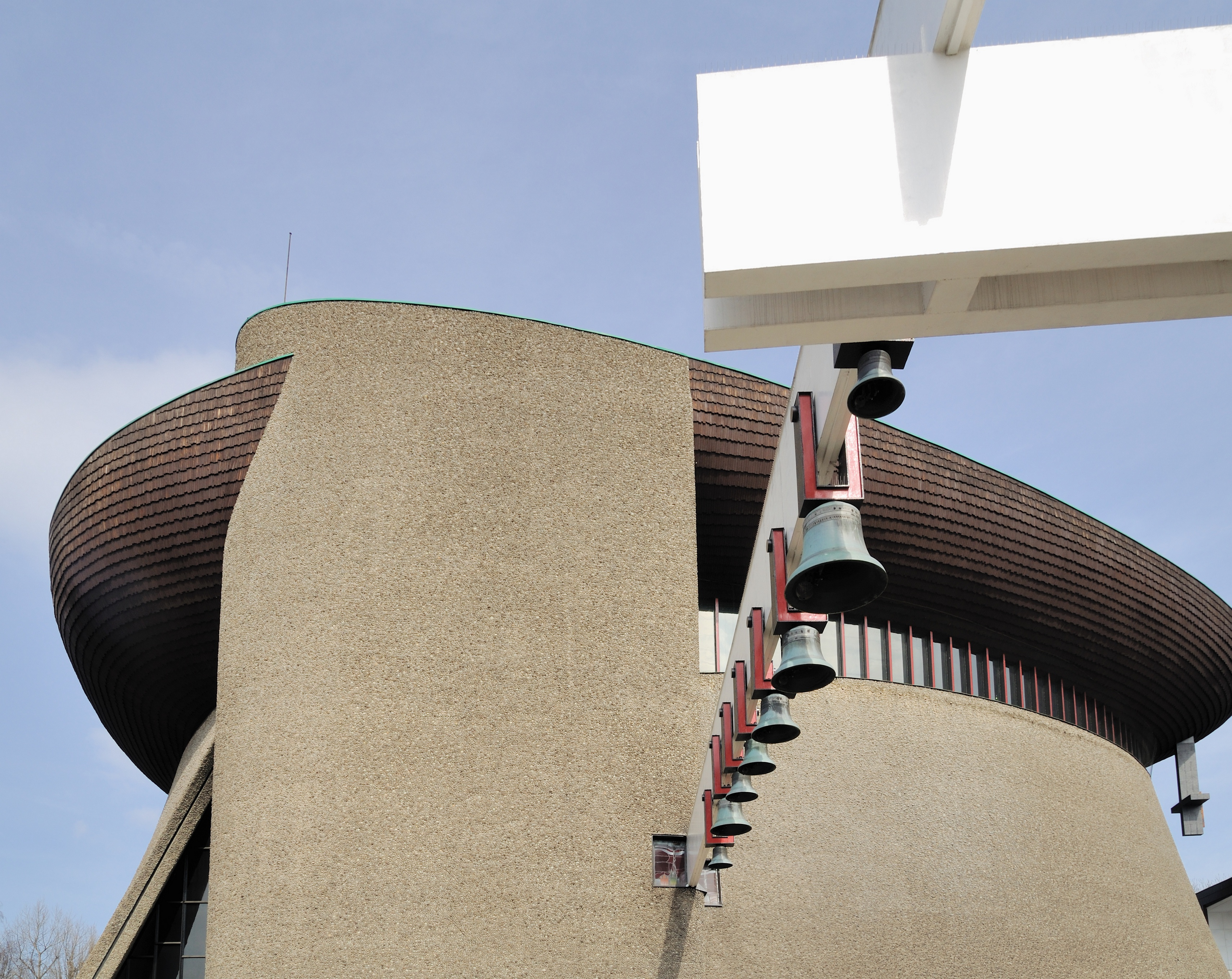
Glocken

Die Glocken tragen die Vornamen der Personen, die sich am meisten um den Bau der Kirche verdient gemacht haben: Karol (Wojtyła), Józef (Gorzelany), Bruno (Gryksa), Lonny (Glaser), Stanisław (Biela), Wojciech (Pietrzyk), Jan (Norek) und Antoni (Pietraszek). Die von niederländischen Katholiken gespendeten Glocken hängen an einem Balken an der Außenseite des Gotteshauses. Dieser Balken zieht sich bis ins Innere der Kirche, wo an ihm das Bild der Muttergottes von Zbaraż hängt.